# Liste der Monuments historiques in Monthyon
Die Liste der Monuments historiques in Monthyon führt die Monuments historiques in der französischen Gemeinde Monthyon auf.

## Liste der Objekte
| Bezeichnung                                                  | Beschreibung | Standort | Kennzeichnung | Schutzstatus | Datum | Bild |
| ------------------------------------------------------------ | --- | --- | ------------- | ------------ | ----- | ---- |
| Skulptur Heiliger Vinzenz                                    | Holzskulptur des heiligen Vinzenz von Saragossa aus dem 19. Jahrhundert. | Vor dem Nordfenster in der Kirche St-Georges (Lage)                                                                         | PM77003388    | Inscrit      | 1979  |      |
| Skulptur Madonna mit Kind                                    | Stein, bemalt und vergoldet, 14. Jahrhundert | in der Kirche St-Georges (Lage)                                                                                             | PM77001186    | Classé       | 1926  |      |
| Tabernakel                                                   | Rechteckiger Tabernakel aus Holz mit einer Bogentür, die mit Draperien und dem mystischen Pelikan verziert wurde. Der Pelikan wird überragt von zwei gekrönten Puttenköpfen und eingerahmt von zwei kannelierten Pilastern mit ionischen Kapitellen. Hergestellt im 18. Jahrhundert. | In der Sakristei der Kirche St-Georges (Lage)                                                                               | PM77003035    | Inscrit      | 1978  |      |
| Statue von Jean-Baptiste-Antoine Auget, Baron de Monthyon    | Statue aus weißem Marmor, die um 1825 hergestellt wurde. | Im Außenbereich zwischen dem Glockenturm-Vorbau und dem Vorbau der Westfassade in einer Nische der Kirche St-Georges (Lage) | PM77001187    | Classé       | 1980  |      |
| Möbel der Sakristei                                          | Sakristeischrank aus Holz mit abgeschnittenen Seiten und profilierten Paneelen aus dem 18. Jahrhundert. | In der Sakristei der Kirche St-Georges (Lage)                                                                               | PM77003034    | Inscrit      | 1978  |      |
| Skulptur Heiliger Georg und Fragment des Prozessionsbanners  | Bemalte Holzskulptur und ein Fragment des bestickten Prozessionsbanners aus dem 19. Jahrhundert. | Vor dem Südfenster in der Kirche St-Georges (Lage)                                                                          | PM77003387    | Inscrit      | 1979  |      |
| Täfelung des Altars, der Seitenaltäre und des Kirchenschiffs | Holzarbeiten mit geformten Paneelen in verschiedenen Formen, flachem oder geformtem Gesims mit Blumenfriesen als Dekorationselemente aus dem 18. Jahrhundert. | Im Kirchenschiff und Chor der Kirche St-Georges (Lage)                                                                      | PM77003486    | Inscrit      | 1980  |      |